# Edvardas Gružas
Edvardas Gružas (* 8. Februar 1949 in Žeimiai, Litauische SSR; † 15. März 2004 in Sankt Petersburg, Russland) war ein litauischer Verwaltungsjurist, Polizeigeneralkommissar Litauens.

## Leben
Nach dem Abitur an der Mittelschule Žeimiai absolvierte Gružas von 1973 bis 1979 ein Diplomstudium an der Hochschule für Miliz am sowjetischen Innenministerium in Minsk. Ab 1968 arbeitete er als Inspektor, Oberinspektor und Leiter einer Unterabteilung, stellvertretender Oberkommissar bei der litauischen Miliz. Danach war er Direktor im Departament für Migration am Innenministerium Litauens und von 1998 bis 1999 Polizeigeneralkommissar Litauens. Anschließend war er Generalkonsul in Sankt Petersburg (Russland).